# Просянівське каолінове родовище
Просянівське родовище каолінів — родовище каолінів у Покровському районі Дніпропетровської області. Площа близько 80 км². Промислові запаси каолінів 88 771 тисяч тонн (оцінка станом на 1982 рік).
Родовище складається з чотирьох розвіданих ділянок — Маломихайлівської, Лівобережної Скиданівської, Правобережної Скиданівської і Вершинської. Каоліни первинні, пов'язані з корою вивітрювання гранітів і гнейсів, їхня потужність від 0,1 до 61,5 метрів, глибина залягання — 14—23 метрів. Гідрогеологічні умови родовища сприятливі для видобування каолінів відкритим способом. Родовище відоме з 1894 року. Експлуатується Вершинська ділянка, її розробляє Просянівський каоліновий комбінат. Каоліни родовища використовують як сировину для керамічної, паперової, гумової, хімічної та інших галузей промисловості.